# Bankia bipennata
Bankia bipennata is een tweekleppigensoort uit de familie van de Teredinidae. De wetenschappelijke naam van de soort is voor het eerst geldig gepubliceerd in 1819 door Turton.